# Bingum

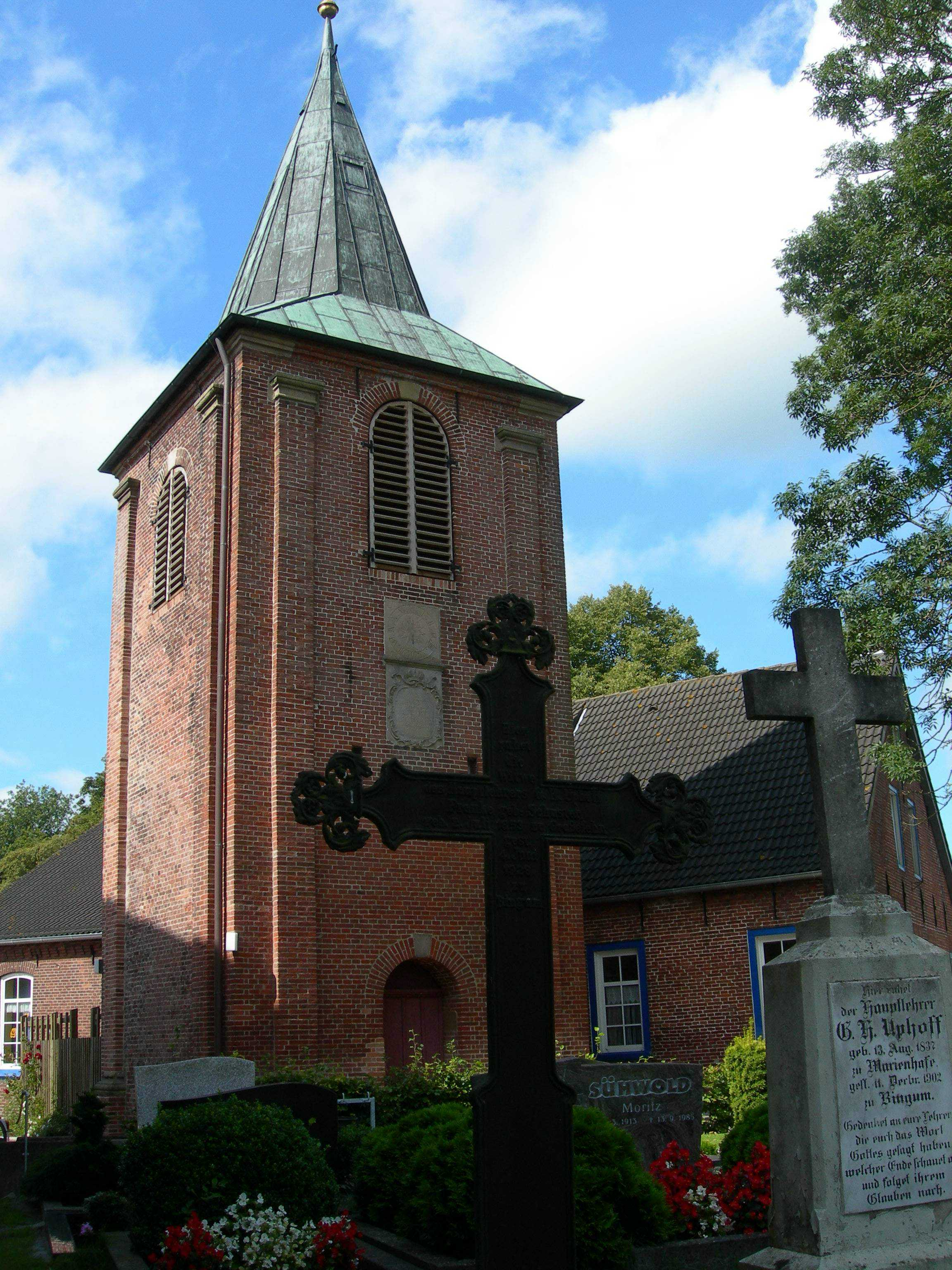
De toren van de Matthaïkirche

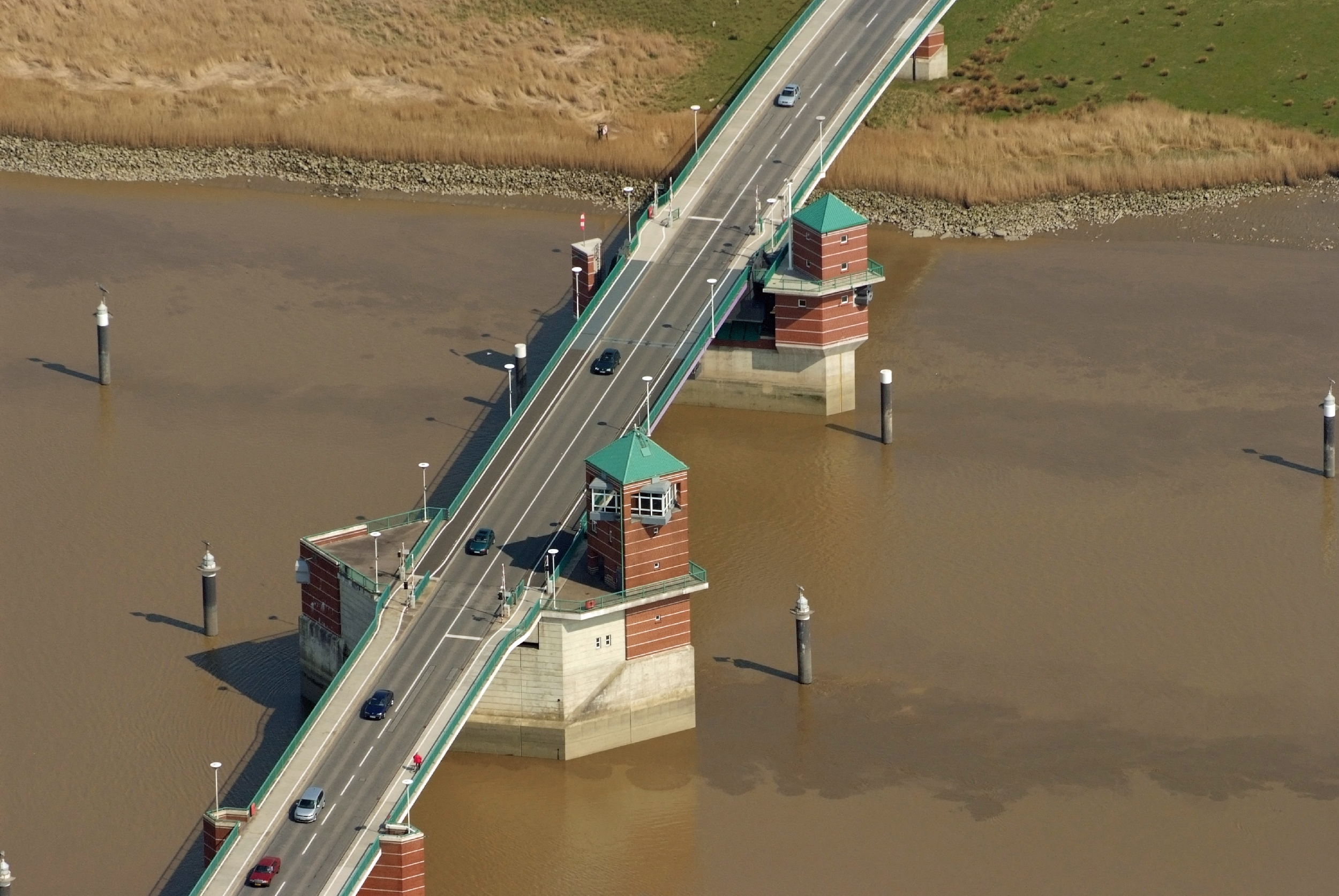
Brug over de Eems

Bingum is een dorp in het Duitse deel van het Reiderland in het Landkreis Leer. Het ligt op de westoever van de Eems en is met de brug in de Bundesstraße 436  verbonden met de stad Leer, waarvan het sinds 1972, met de aangrenzende dorpjes Bingumgaste en Coldam, bestuurlijk deel uitmaakt.
Het is mogelijk dat het dorp al in de 7e of 8e eeuw bestond. De eerste vermelding als Binninghem dateert van omstreeks 900. In de loop der eeuwen heeft Bingum veel te lijden gehad, zowel van overstromingen van de Eems als van oorlogshandelingen, onder meer tijdens de Gelderse Vete (1531-1534), de Dertigjarige Oorlog en de Zevenjarige Oorlog (1756-1763). De nazi's hebben in Bingum gedwongen sterilisaties uitgevoerd, omdat ruim 50% van de bevolking socialistisch of communistisch gezind was.   
Bingum heeft een middeleeuwse kerk uit de 13e eeuw, de Matthaïkirche. Ernaast staat de klokkentoren uit 1766. Opmerkelijk is dat het (sinds 1525) om een Lutherse kerk gaat, terwijl vrijwel alle andere kerken in de omgeving Calvinistisch zijn.
De uitbreidingen aan de noordkant van het dorp heten Neubingum. De gehuchten Nortmerfähr en Uthörn zijn daarin opgegaan. Bij het eilandje Bingumer Sand in de Eems bevindt zich een kleine haven voor de pleziervaart. 
- Gemeinsame Normdatei: 4348317-3
- Nationale Bibliotheek van Israël: 987007567090805171
- Virtual International Authority File: 140806963